# Old Trafford
Az Old Trafford stadion Manchesterben, a Manchester United FC hazai pályája. 74 310 fős befogadóképességével a legnagyobb klubstadion az országban és összességében a második a Wembley után. Európa tizenkettedik legnagyobbja. Az UEFA 5 csillagos minősítést adott a stadionnak.
A stadion beceneve The Theatre Of Dreams (Az álmok színháza), amit Sir Bobby Charlton adott neki. 1910 óta a United hazai pályája, de 1941 és 1949 között a Vörös Ördögök a Manchester City otthonában, a Maine Roadon játszottak, a második világháború alatt szenvedett károk miatt. Az 1990-es és 2000-es években többször is bővítették a stadiont, a déli kivételével az összes lelátó nagyobb lett, amivel majdnem elérte az eredeti, 80 ezer fős befogadóképességét. A legtöbb néző a stadionban 1939-ben volt, mikor 76 962 fő tekintette meg az FA-Kupa elődöntőjét a Wolverhampton Wanderers és a Grimsby Town között. A jövőben a stadion mellé egy új, 100 ezer férőhelyes arénát terveznek építeni, ami véglegesen átvenné az Old Trafford helyét, mint a United férfi csapatának otthona.
Az Old Trafford egy FA-Kupa-döntőnek, két döntő-újrajátszásnak adott otthon és gyakran használták az elődöntők helyszíneként is a torna története során. Az angol válogatott mérkőzéseinek is adott otthont, itt tartottak több mérkőzést az 1966-os világbajnokságon, az 1996-os Európa-bajnokságon és a 2012-es olimpián is, illetve itt tartották a 2003-as UEFA-bajnokok ligája döntőt is. A labdarúgás mellett ligarögbi döntőjét is itt tartják minden évben, illetve a rögbi-világbajnokság eseményeit is az Old Traffordon rendezték 2000-ben, 2013-ban és 2022-ben.

## Története

### 1900–1930-as évek: Építkezés és az első évek a stadionban
1902 előtt a Manchester United csapata Newton Heath néven volt ismert, mikor eredetileg a North Road, majd később a claytoni Bank Streeten játszották mérkőzéseiket. Viszont mindkét stadion borzasztó állapotban volt, gyakran még fű se volt a pályán, a Bank Street pedig közel volt a manchesteri gyárakhoz, így sokszor elfedte a pályát azoknak füstje. Ennek következtében, miután megmentette a csapatot a csődtől, a csapat új tulajdonosa, John Henry Davies 1909-ben úgy döntött, hogy a Bank Street nem megfelelő egy csapatnak, ami megnyerte a bajnokságot és az FA-Kupát, így adományozott egy új stadion felépítéséhez. Nem akart könnyelműen költekezni, így többször is körbejárta a várost, mielőtt egy kisebb földterület mellett döntött a Bridgewater kanális mellett, a Warwick Road végén, Manchester Old Trafford városrészében.
A stadiont Archibald Leitch skót építész tervezte, aki több más aréna megálmodója is volt, eredetileg 100 ezer fő befogadására építette volna, a déli lelátót befedve, míg a többi része fedetlen lett volna. A föld megvásárlását beleértve a stadion felépítése 60 ezer fontba került volna, de a megemelkedő költségek miatt 90 ezerre emelkedett a befejezés idejére, aminek következtében J. J. Bentley klubtitkár javaslatára lecsökkentették a befogadóképességet 80 ezerre. Ebben az időszakban, amikor játékosok átigazolásának ára mindössze 1000 font körül mozgott, az építkezés költsége tovább erősítette a „Pénzsákos United” gúnynevet, amit az után kapott a csapat, hogy Davies átvette felette az irányítást.
1908 májusában Archibald Leitch levelet írt a Cheshire Lines Committee-nak (CLC), akik akkor egy vonatállomást működtettek a földdarab mellett. ahol a stadion épült, hogy támogassák a közeli lelátó felépítését. A támogatás összege nagyjából 10 ezer fontra jött volna ki és évente 2000 fontonként fizették volna vissza, vagy a beszedett jegyáraknak a felével, míg a kölcsön vissza nem lett fizetve. Viszont annak ellenére, hogy a klub és két helyi sörfőzde (amiknek Davies volt az igazgatója) is garanciát vállalt a visszafizetésre, a Cheshire Lines Committee elutasította az ajánlatot. A CLC tervezett építeni egy állomást az új stadion mellé, amivel 2750 fontot kerestek volna évente, ami fedezte volna a közel 10 ezer fontos építési díjat. Az állomás (Trafford Park) később ugyan felépült, de messzebb a stadiontól, mint az eredeti tervek szerint. A CLC később felépített egy kisebb állomást közvetlenül az Old Trafford mellett, ami 1935. augusztus 21-én nyílt meg. Eredetileg az állomás a United Football Ground nevet kapta, de később átnevezték Old Trafford Football Groundra, 1936-ban. Csak mérkőzésnapokon volt használatban, egy kétirányú járat működött rajta a manchesteri központi állomásról. Napjainkban a Manchester United Football Ground nevet viseli, de működését felfüggesztették biztonsági okokból.
Az építkezés kivitelezését a Messrs Brameld és a Smith of Manchester vezette, 1909 végén fejeződött be. Az első mérkőzést 1910. február 19-én tartották, mikor a Manchester United fogadta a Liverpool csapatát. Ennek ellenére a hazai gárda nem tudta sikerrel nyitni a stadiont, 4–3-ra kikaptak a vendégektől. Egy újságíró, aki jelen volt a stadionban, az mondta az épületről, hogy a „legjóképűbb, legtágasabb és leginkább figyelemre méltó aréna, amit valaha láttam. A stadion egyedülálló a világon, Manchester büszkesége és egy csapat otthona, ami csodákra képes.” Ugyan az Old Trafford kiemelkedő stadion volt az időszakban, az 1920-as évek végére Simon Inglis könyve szerint „elmaradott” volt, mivel a csapat az első világháború miatt nem engedhette meg magának pénzügyi okokból, hogy költsön fenntartására.
A Wembley Stadion 1923-as felépítése előtt országszerte tartották az FA-Kupa döntőit, így az Old Trafford többször is otthont adott az eseménynek. Az első alkalom 1911-es döntő újrajátszása volt a Bradford City és a Newcastle United között, miután az első találkozó a Crystal Palace-ban 0–0-ás döntetlen lett, hosszabbítás után. A Bradford nyert 1–0-ra, Jimmy Speirs góljával, 58 000 néző előtt. A második döntőt négy évvel később rendezték itt, ahol a Sheffield United 3–0-ra diadalmaskodott a Chelsea fölött, 50 ezer ember előtt, akiknek nagy része katona volt, innen kapta a mérkőzés a Khaki Döntő becenevet. 1920. december 27-én az Old Trafford otthont adott a második legnagyobb nézőszámú mérkőzésének a második világháború előtt, mikor a United 3–1-re kikapott az Aston Villa csapatától a bajnokságban. Az első válogatott találkozót itt 1926. április 17-én rendezték meg, 49 429 néző előtt, amin Anglia 1–0-ra kikapott Skóciától. Meglepően, az Old Trafford rekord nézőszámát nem egy Manchester United-mérkőzésen döntötték meg, hanem a Wolverhampton Wanderers és a Grimsby Town FA-Kupa-elődöntője közben, 1939. március 25-én, mikor 76 962 ember volt a stadionban.

### 1930–1940-es évek: Bombázások a második világháború idején
1936-ban egy 35 ezer fontos felújítás részeként felépítettek egy 75 méteres tetőt a United Road lelátóra (ami napjainkban Sir Alex Ferguson nevét viseli), míg a déli sarkok befedése 1938-ban történt meg. A második világháború kitörését követően a hadsereg használta a stadiont raktárként. Ettől függetlenül játszottak mérkőzéseket továbbra is a stadionban, de 1940. december 22-én egy német bombázás annyira tönkretette a stadiont, hogy a karácsonyra tervezett bajnoki mérkőzést a Stockport County ellen át kellett költöztetni a vendég csapat stadionjába. 1941. március 8-án játszottak újra mérkőzést az Old Traffordon, de három nappal később a németek ismét lecsaptak Manchesterre, elpusztítva a stadion nagy részét, beleértve a fő lelátót is (ami ma a South Stand nevet viseli), aminek következtében a csapat a Cornbrook Cold Storage-ba költözött, ami a csapat elnöke, James W. Gibson tulajdonában volt. Miután Gibson nyomást helyezett rájuk, a Háborús Károk Bizottsága 4 800 fontot adott a Unitednak a törmelék feltakarítására és 17 478-at a lelátó újjáépítésére. A stadion építése közben a United hazai mérkőzéseit a városi rivális Manchester City pályáján játszották, a Maine Roadon, évente 5 000 fontért és a jegybevételek egy részéért. Mindezzel a csapat 15 000 adósságban volt, aminek következtében Stoke parlamenti képviselője, Ellis Smith petíciót indított, hogy a kormány támogassa a csapatot, sikertelenül. Az Old Trafford 1949-ben fedetlen stadionként nyitotta meg újra kapuit, több, mint tíz évvel az utolsó itt játszott bajnoki mérkőzést követően. A United első mérkőzését au újjáépített stadionban 1949. augusztus 24-én játszották, mikor a csapat 3–0-ra diadalmaskodott a Bolton Wanderers felett, 41 748 néző előtt.

### Bővítések a 20. század közepén
A Main Stand fölötti tetőt 1951-re építették vissza ls nem sokkal később befedték a fennmaradó három lelátót is, amit a Stretford End 1959-es lefedésével fejeztek be. Ezek mellett a csapat befektetett 40 ezer fontot a stadion reflektorjai fejlesztésére, hogy európai kupasorozatokban is lehessen használni, amiket általában hét közben, késő délután vagy este játszottak és eddig a Maine Roadon rendezték meg. Ahhoz, hogy elkerüljék a pálya beárnyékolódását, a Main Stand tetejének két részét is el kellett távolítani. Az első mérkőzés, amit az új reflektorfényben játszottak, egy bajnoki találkozó volt a Manchester United és a Bolton Wanderers között, 1957. március 25-én. 1960-ban került a stadionra az 1958-as repülőtéri katasztrófáról megemlékező „München-óra.”
Annak ellenére, hogy a szurkolók így tudták este is követni a mérkőzéseket, a kilátást sok esetben még mindig takarták az újonnan felépített tetők tartóoszlopai. Az 1966-os világbajnokság közeledtével, aminek idején a stadion három csoportmérkőzésnek adott otthont, a United vezetősége teljesen újratervezte az északi United Road lelátót. A régi oszlopokat 1965-ben lecserélték modern konzolokra, aminek köszönhetően a rajongók akadálymentesen követhették a mérkőzéseket. A lelátó a 350 ezer fontos felújítás után 10 ezer helyett 20 ezer nézőt tudott befogadni. Az új lelátó tervezői, a Mather and Nutter teljesen átrendezte az építményt, beleértve a legelső páholyok megépítését egy brit stadionban. A keleti lelátó, ami az utolsó fedetlen volt a négy közül, 1973-ban újra lett tervezve. Az első két lelátó tetejének konzolokra való átalakítását követően a csapat tulajdonosai úgy döntöttek, hogy a teljes stadiont ebben a stílusban fogják felújítani, szinte egy tál alakjában. Ezzel a cél a hangulatot javítása volt a stadionban, a teljes lefedésnek köszönhetően az arénában tartva és a pályára irányítva a nézők hangját. Ebben az időszakban tartották a harmadik FA-Kupa-döntőt a stadionban, 1970-ben, 62 078 néző előtt, a Chelsea és a Leeds United találkozóját. Itt rendezték az 1968-as interkontinentális kupa visszavágóját is, amit a Estudiantes de La Plata nyert meg. Az 1970-es években a huligánok számának emelkedett az országban, egy 1971-es késdobálás után felépítettek egy kerítést a stadionban, hogy megakadályozzák a szurkolók bejutását a pályára.

### 1980–2000-es évek: Átalakítása, az állóhelyek eltávolítása

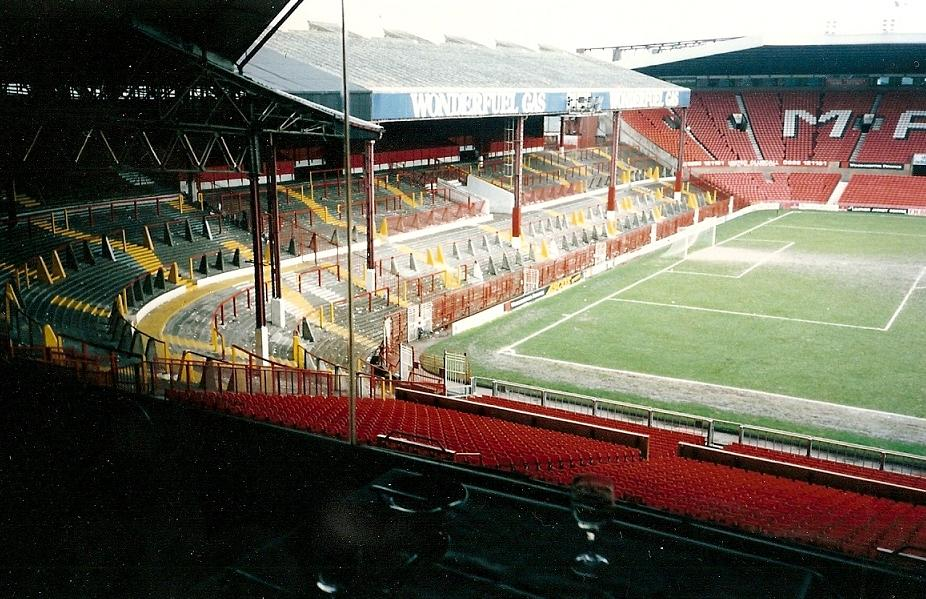
A Stretford End 1992-ben, átépítése előtt

Ugyan a stadion minősége egyre jobb lett a második világháborút követő évtizedek során, minden egyes felújítással kisebb lett befogadóképessége. Az 1980-as évekre az eredeti 80 ezerből már csak 60 ezer hely maradt. 1990-ben a helyzet még rosszabb lett, mikor a Taylor-jelentés azt javasolta és az ország kormánya kötelezővé tette, hogy az első két osztályban szereplő csapatok stadionjaiban csak ülőhelyek lehessenek. Ez azt jelentette, hogy a csapatnak be kellett fektetni 3–5 millió fontot a Stretford End teljes lecserélésébe, egy új lelátó felépítésével és a konzolos tető teljes átépítésével. Ez a kötelező átalakítás, aminek részeként eltávolították a teraszokat az egész stadionban az alsó szintről, nem csak megemelte a költségeket 10 millió fontra, hanem a stadion befogadóképességét is lecsökkentette a legkisebbre a története során, 44 ezer főre. Ezek mellett 1992-ban közölték a hírt a csapattal, hogy az átalakításra a lehetséges 2 millió font támogatás helyett csak 1,2-t fognak kapni.

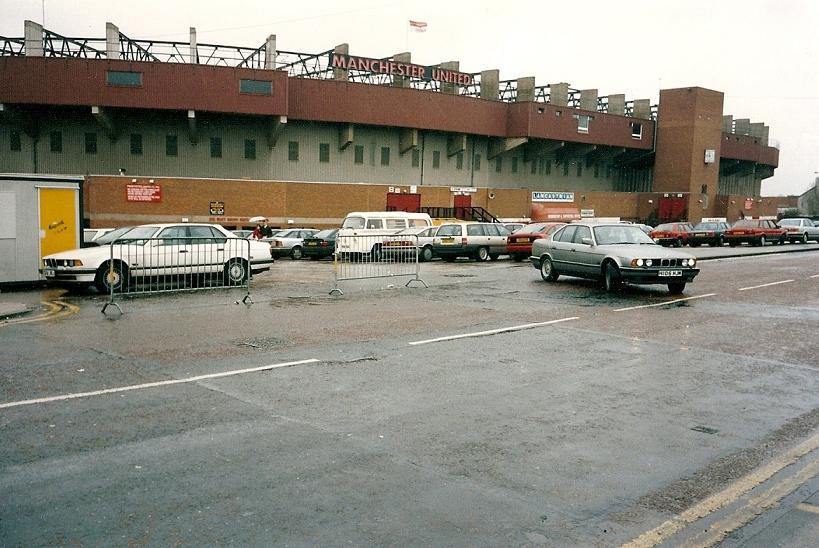
A stadion kívülről az 1990-es évek elején

A csapat népszerűségének és sikereinek visszatérése következtében az 1990-es években egyre inkább úgy tűnt, hogy muszáj lesz ismét felújítani a stadiont. 1995-ben a 30 éves északi lelátót lebontották és azonnal elkezdték a munkálatokat az új lelátón, hogy az Old Trafford készen álljon az 1996-os Európa-bajnokság csoportkörére és elődöntőjére. A csapat megvásárolta a Trafford Park területét 9,2 millió fontért 1995 márciusában, ami egy 81 000 m2-es telek volt a United Road másik oldalán. Az építkezések Júniusban kezdődtek meg és 1996 májusában fejeződtek be, a szezon idején az első két része volt megnyitva a három részes lelátónak. A felújítást ismét az Atherden Fuller (korábban: Mather and Nutter) tervezte, a Hilstone Laurie volt az építkezési menedzser, míg a Campbell Reith Hill felelt az épület három részes struktúrájáért, amit végül 18,65 millió fontért építettek fel és 25 500 fő volt befogadóképessége, a stadionét 55 ezer fölé növelve. A konzolos tető a legnagyobb lett Európában, a stadion hátuljától a tető széléig 58,5 méter volt. A csapat folyamatos sikerei további fejlesztésekhez vezettek. Először felépítették a második emeletet a keleti lelátóra. 2000 januárjában nyílt meg, 61 ezerre emelve a stadion befogadóképességét, amihez nemsokára további 7 ezer széket adtak, a Stretford End bővítésével. Nem csak Angliában, de az egész Egyesült Királyságban a legnagyobb stadion volt. Első európai kupadöntőjét 2003-ban rendezte, mikor a Milan és a Juventus itt találkoztak az UEFA-bajnokok ligája döntőjére.

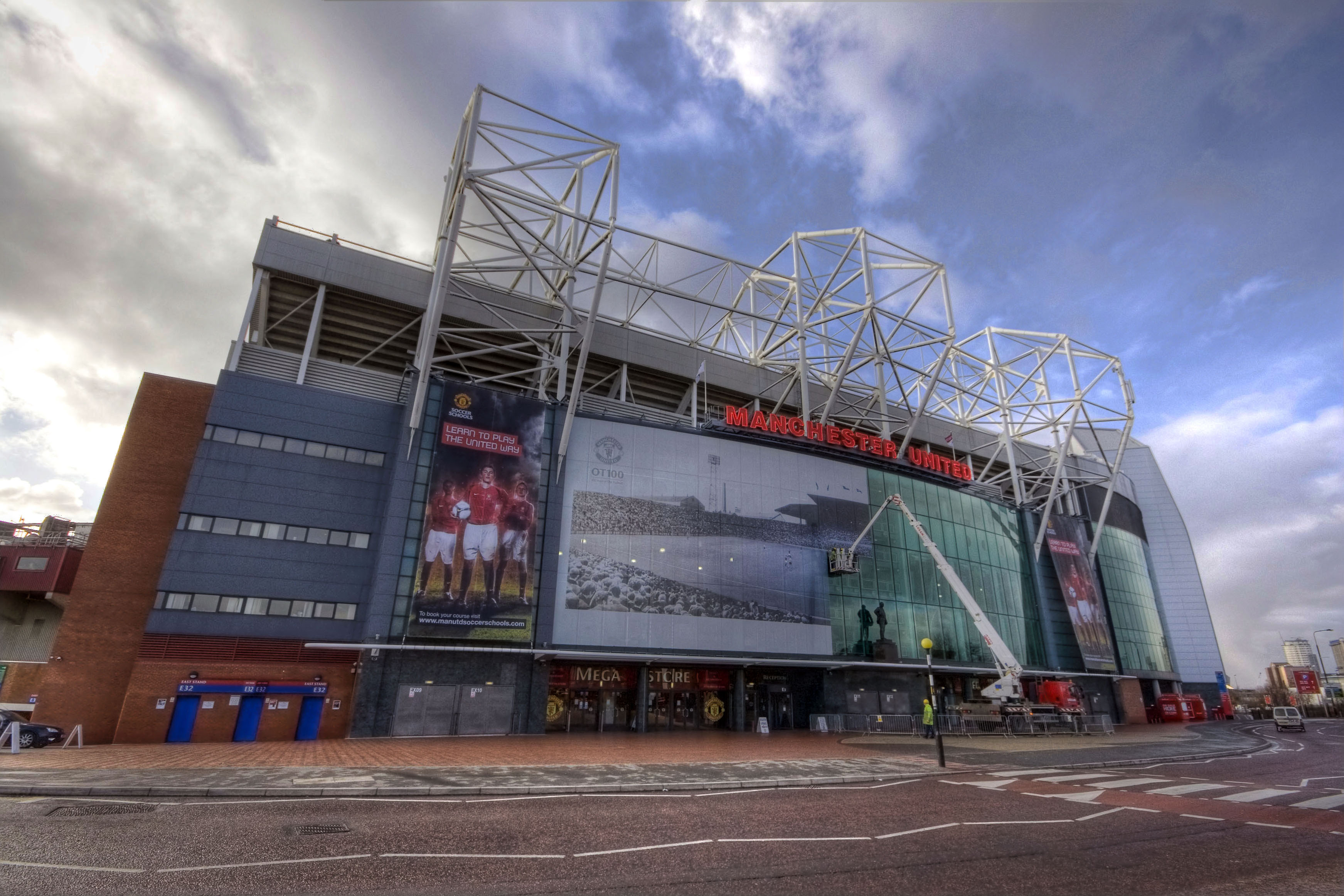
Az újjáépített kelti lelátót a 2000–2001-es szezon elején nyitották meg

2001 és 2007 között, az eredeti Wembley Stadion lebontását követően az angol válogatott az országban több helyen játszotta hazai mérkőzéseit. Ebben az időszakban játszottak a Villa Parkban és a St James’ Parkban is. 2003 és 2007 között az Old Trafford tizenkét hazai mérkőzésnek adott otthont a huszonháromból. Az utolsó angol válogatott mérkőzés, amit itt játszottak egy Spanyolország elleni vereség volt, 2007. február 7-én.

### A 2006-os kibővítés óta
Az Old Trafford legutóbbi nagy felújítása, ami 2005 júliusa és 2006 májusa között történt, 8 ezer további ülőhelyet adott a stadionhoz, az észak-nyugati és észak-keleti sarkokba épített második emelettel. Mikor először használták a felújított sarkok egyikét, a csapat új Premier League-rekordot döntött, 69 070 néző előtt játszottak. A rekord továbbra is emelkedett, míg 2007. március 31-én befogadták az eddigi legtöbb jelenlévő nézőt: 76 098 fő volt jelen a stadionban a United 4–1-es, Blackburn Rovers elleni győzelme során. 2009-ben átrendezték az üléseket a stadionban, csökkentve a befogadóképességet 75 957-re, ezzel eldöntve, hogy a következő bővítésig állni fog a jelenleg nézőszám-rekord.

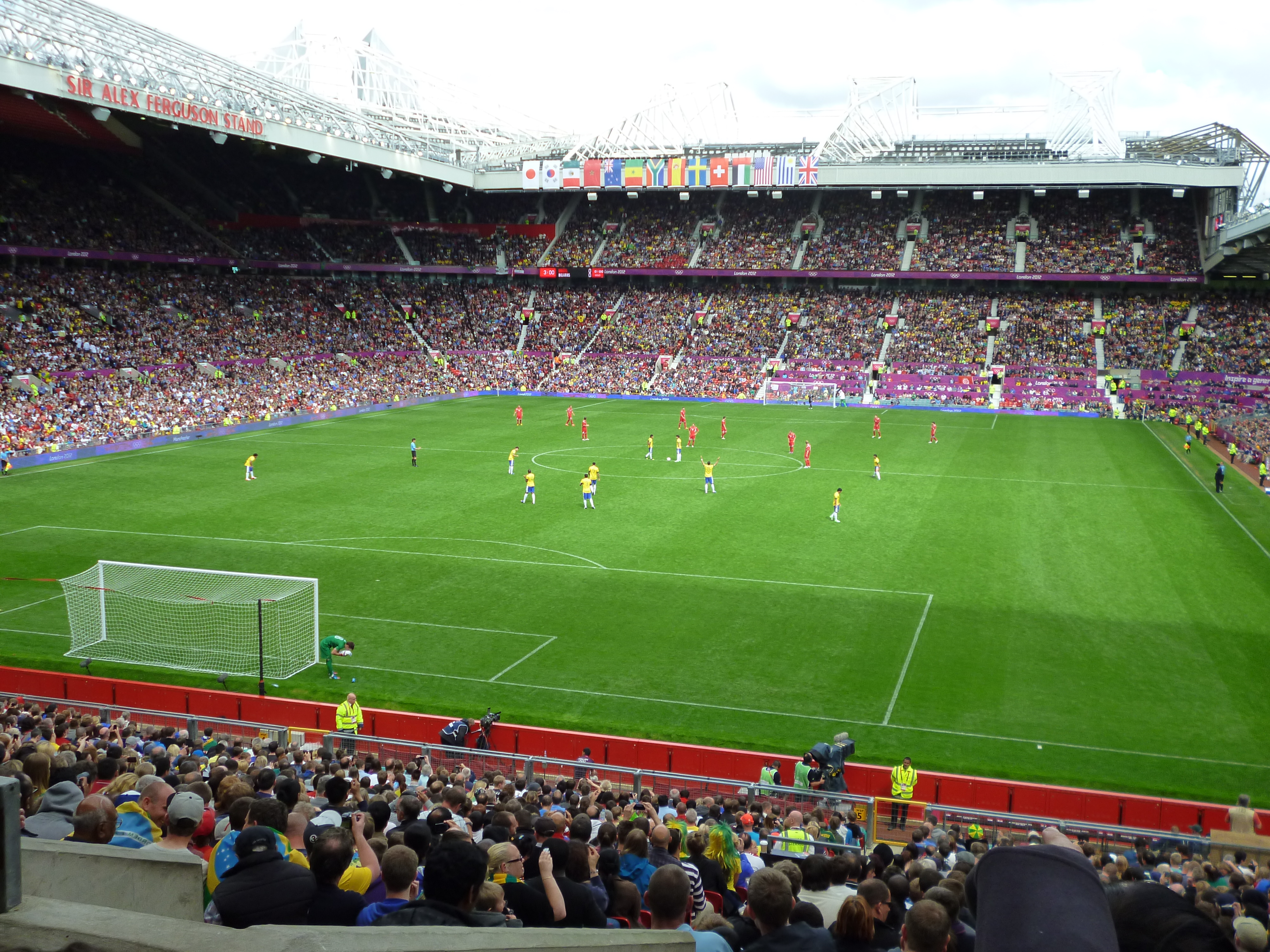
2012-es olimpiai mérkőzés az Old Traffordon

Az Old Trafford 2010. február 19-én ünnepelte századik évfordulóját, aminek ünnepléseként a United minden nap kiemelt egy-egy legendás eseményt a stadionból. Az évfordulón különleges kiállítást rendeztek a stadion múzeumában, művészi versenyeket rendeztek a város diákjai körében és elkészítették az eredeti stadion 1:220 arányú másolatát. Március 14-én tartott hazai mérkőzésükön minden résztvevő kapott egy másolatot a stadion első mérkőzésnapi magazinjából és félidőben felsorakoztak azoknak a játékosoknak a rokonai, akik szerepeltek az 1910-ben megtartott első hazai meccsen, illetve John Henry Davies és Archibald Leitch családtagjai. A rokonok eltemettek egy időkapszulát a sarokkijárat mellett. Mindössze Billy Meredith, Dick Duckworth és Ernest Mangnall családtagjait nem jelentek meg.
A 2012-es nyári olimpián több mérkőzésnek is otthont adott. A csoportmérkőzések közül ötöt rendeztek itt, egy negyeddöntőt, egy elődöntőt a férfi tornán, míg a női kiírásban egy csoportmérkőzést és egy elődöntőt. 2006 óta egy-egy kivétellel a két évente megrendezett Soccer Aid jótékonysági mérkőzés otthona is volt, amit Robbie Williams énekes és Jonathan Wilkes színész rendezett.

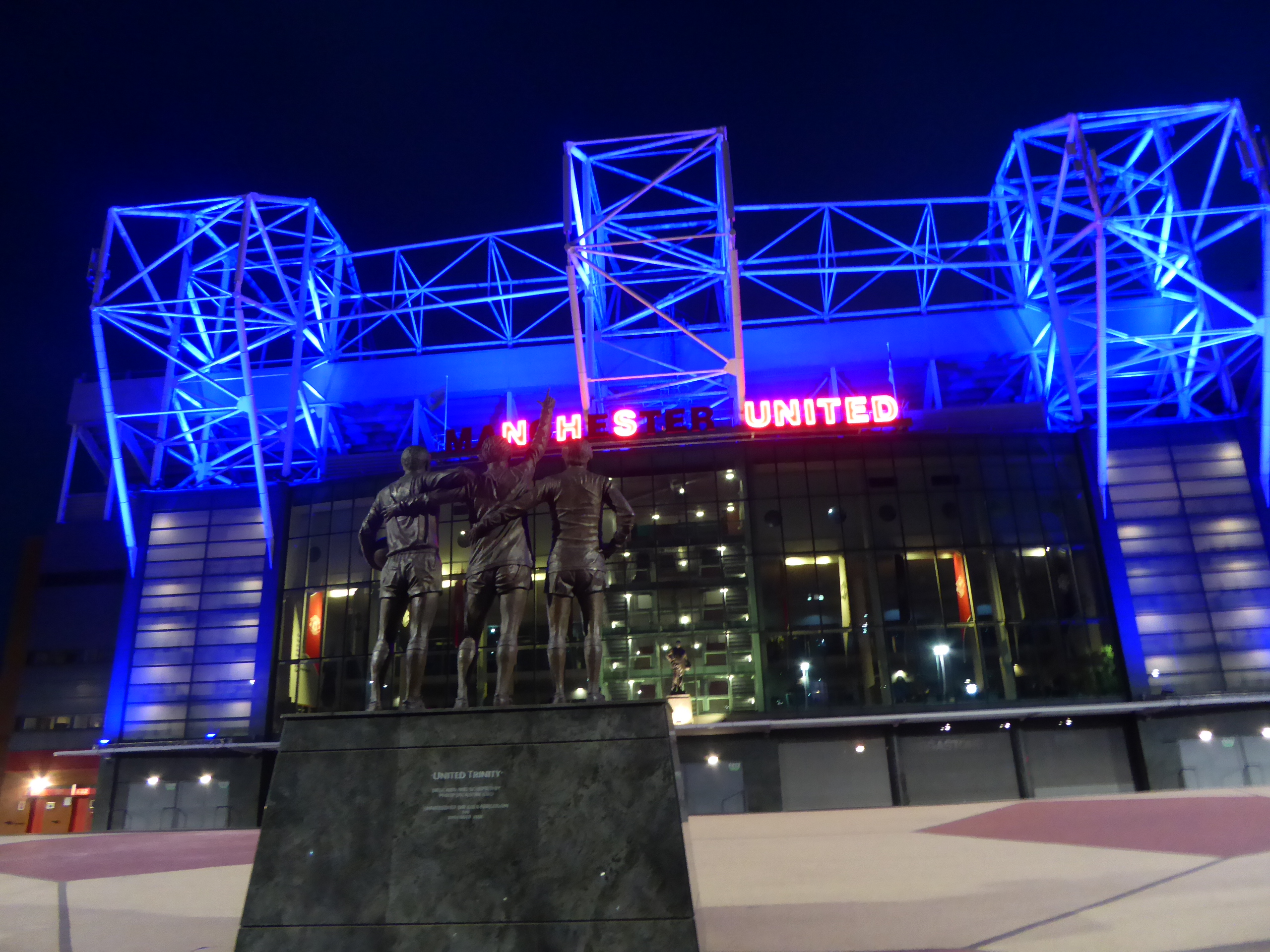
Az Old Trafford a Covid19-pandémia idején, az Országos Egészségügyi Szolgálat tiszteletére

2021. március 27-én rendezték meg a United női csapatának első hazai mérkőzését a stadionban, a West Ham United ellen. Egy évvel később tért vissza a női csapat az Everton ellen, megdöntve a rekordot a hazai nézőszámért a ligában, 20 241 fővel. 2022. július 6-án az Old Trafford adott otthont a 2022-es női Európa-bajnokság nyitómérkőzésének Anglia és Ausztria között, rekordnak számító 68 871 néző előtt.

### Tervek az új stadion felépítésére
2022-ben a csapat hivatalosan bejelentette a Szuperliga-tüntetések és a tulajdonosok elleni felszólalások után, hogy tervezik felújítani a stadiont. A United az akkor újnak számító Tottenham Hotspur Stadion építészeit nevezte ki a tervek megvalósítására. 2022 októberében bejelentették, hogy a tervek elkészítése még folyamatban van és egy teljesen új stadion felépítését se zárták ki. A United COO-ja Collette Roche a következőt mondta az építkezésekről: „Jelenleg az a helyzet, hogy az Old Trafford felújítása lehetséges, de vannak nagyobb problémák a kivitelezésével, főleg komplexitás, időzítés, költségvetés szempontjából, nagy részben azért, mert a jelenlegi stadion nagyon közel van a vonatsínhez, kanálishoz, házakhoz és más utcákhoz. Röviden lehetséges, de nem könnyű.” Roche elmondása szerint az építkezés megkezdése, bármelyik lehetőség mellett döntenek, nem valószínű 2025 előtt. 2023 januárjában kiderült, hogy az Old Trafford felújítása nagyjából 1 milliárd fontba kerülne, míg az új stadion felépítésé ennek duplájába is kerülhet. Azt követően, hogy a Glazer-család bejelentette a csapat eladását, a projektet felfüggesztették. Miután az Ineos megvásárolta a csapat egy részét, egyre valószínűbbnek tűnt az új stadion felépítése közvetlenül a régi mellett, amit az új tulajdonosok az „Észak Wembley-jeként” terveztek megvalósítani. Tekintve a felújítás és bővítés magas árát és a stadion életkorát, ezt a lehetőséget preferálta az új vezetőség.
A folyamat megkezdését 2024. március 8-án a United hivatalosan is megerősítette egy bizottság megalapításával, amit a 2012-es olimpia szervezőbizottságánk elnöke, Sebastian Coe vezetett és kormánytisztviselők mellett a csapat korábbi játékosai és a környék fontos közösségi személyiségei is helyet kaptak. 2024 júliusa végére a bizottság arra a döntésre jutott, hogy a legjobb megoldás egy teljesen új, legalább 100 ezer fő befogadására képes stadion felépítése lenne. Don McGuire, a Qualcomm cég marketing igazgatója, ami a United akkori mezszponzorának tulajdonosa volt, nyilvánosan is megosztotta, hogy a Snapdragon szívesen szponzorálná az Old Traffordot, hogy az új stadion felépítését pénzügyileg támogassák. Az Old Traffordot az új stadion felépítése esetén se bontanák le, hanem csökkentett befogadóképességgel a női és akadémiai csapatok otthona lenne. Ennek következtében a stadion ikonikus szobrai, illetve a müncheni légikatasztrófáról megemlékező plakett is a helyén maradna. A bizottság végső javaslatát 2024 vége előtt tette meg, a „stadionkerület” tervezésére a Foster + Partners céget nevezték ki. 2025. március 10-én a The Athletic lehozta a hírt, hogy a United az új, 104 ezer férőhelyes stadion felépítése mellett döntött, amelyet másnap terveztek bejelenteni. Az Old Traffordot várhatóan lebontják az új stadion befejezése után.